# Moritz Reich
Moritz Reich (* 20. April 1831 in Rokitnitz i. Adlergebirge; † 26. März 1857 in Stiebnitz; eigentlich Moses Josef Reich) war ein deutsch-böhmischer Schriftsteller.

## Leben
Moses Josef Reich, der sich später Moritz (oder Moriz) nannte, wuchs als jüngstes von fünf Geschwistern im böhmischen Adlergebirge an der damaligen böhmisch-preußischen Grenze auf. Im Gebirgsdorf Rokitnitz war sein Vater Joachim Reich Schächter und Vorbeter der jüdischen Gemeinde. Seine Mutter Caroline, genannt Golde, stammte aus dem Rheinland.
Obwohl die Familie in bescheidenen Verhältnissen lebte, konnte Moritz Reich das Gymnasium in Reichenau (Rychnov nad Kněžnou) besuchen.
Ab 1847 führte er seine Studien in Prag fort. Hier verdiente er seinen Lebensunterhalt als Hauslehrer und schrieb erste Gedichte, Artikel und kurze Erzählungen. Bedeutend für seinen weiteren Werdegang war die Bekanntschaft mit dem gleichaltrigen Seligmann Heller an den ihn eine enge Freundschaft band. Heller schätzte Reichs Talent hoch ein und bot ihm an, mit ihm die Unterkunft zu teilen und den Lebensunterhalt für zwei zu verdienen, sodass sich Reich dem Schreiben widmen konnte. Reich war als Hauslehrer wenig erfolgreich gewesen und war außerdem wie seine Mutter und eine seiner Schwestern an Tuberkulose erkrankt, weshalb ihm Hellers Anerbieten in mehr als einer Hinsicht half.
Zu Beginn des Jahres 1852 lernte Moritz Reich in Prag den Mediziner und Schriftsteller Alfred Meißner kennen. Meißner wurde Reichs wichtigster Mentor und Gönner.
1853 zog Reich nach Wien. Hier lebte er in bescheidenen bis ärmlichen Verhältnissen von Artikeln und Feuilletons, die er für verschiedene österreichische und deutsche Tageszeitungen und Zeitschriften verfasste. Die von Karl Gutzkow in Dresden herausgegebene Zeitschrift Unterhaltungen am häuslichen Herde veröffentlicht unter anderem Reichs Novellen „Nur ein Schreiber“ (1854). In der Wiener Zeitschrift Salon erscheint die kurze Novelle „Veilchen“ (1854), weiters erscheinen in der Pest-Ofener Zeitung die Erzählungen „Mariechen“ und „Mammon auf den Bergen“ (1856), sowie im Österreichischen Lloyd „Das Jägerhaus“ und „Der Kinderhandel“ (1855).
Reich versuchte, auch Dramen zu veröffentlichen bzw. den Theatern anzubieten, hatte damit jedoch keinen Erfolg. Alfred Meißner bemühte sich über einige Zeit, einen Verleger für sämtliche Erzählungen und Novellen Reichs zu finden. Schließlich erklärte sich der Verleger Carl Bellmann in Prag bereit, eine Sammlung von Reichs Erzählungen herauszugeben. Als Moritz Reich Ende 1856 durch Alfred Meißner von diesem Erfolg erfuhr, war er durch Krankheit, Armut und Misserfolge schon zu geschwächt, als dass er daraus noch einmal hätte Kraft schöpfen können.
Im März 1857 reiste Reich in seine Heimat ins Adlergebirge. Hier erfuhr er offensichtlich einige Enttäuschungen im Freundes- und Familienkreis. Am 26. März wurde Reich zuletzt in der Gegend von Zdobnice gesehen, wo er im Haus eines Freundes wohnte. Am 6. April 1857 wurde Reichs Leiche gefunden, er hatte sich selbst das Leben genommen. Das Ordnen seines literarischen Nachlasses übernahm Alfred Meißner. Er versah die im Jahre 1858 auf sein Betreiben bei Carl Bellmann in Prag erschienene Sammlung der Erzählungen Reichs mit einem umfangreichen Vorwort, das die Grundlage aller späteren Forschung zu Reichs Leben und Werk bildet.

## Werk und Bedeutung
Die Erzählungen des heute nahezu vergessenen Reich, sind ein wichtiger Bestandteil der deutsch-böhmischen Literatur, zu deren Vertretern neben Adalbert Stifter, Josef Rank, sowie Uffo Horn, Moritz Hartmann, Leopold Kompert, Isidor Heller und Jacob Kaufmann zählen.
Den bedeutendsten Teil von Reichs Werk machen seine Dorfgeschichten aus.
Hierzu zählen Novellen wie „Mammon im Gebirge“, „Der Jäger auf den Bergen“, die Nachtstücke, darunter „Veilchen“, „Der halbe Kaspar“ und seine Humoresken („Der Schrank“, „Der Onkel aus Petersburg“). Im Vergleich zur Dorfgeschichte Berthold Auerbachs oder Adalbert Stifters sind Reichs Erzählungen knapp und wenig ausgeführt. Oft stellen sie Familien- und Nachbarschaftskonflikte dar, die höchst tragisch, gar brutal beendet werden. Reichs Zeitgenossen schätzten indessen seine sorgfältige Beobachtung der Gebirgsbewohner, die durch Armut und Mühsal hart und gefühllos werden.
Die kurze Novelle „Der Kinderhandel“ bildet einen wichtigen Aspekt des Zusammenlebens von Deutschen und Tschechen in Böhmen ab. Zwei Bauern tauschen ihre Kinder aus, damit sie beim anderen die Sprache und die Hofarbeit erlernen. Für einen schon Jahre andauernden Streit der Väter müssen am Ende der Erzählung die Söhne mit ihrem Leben bezahlen.
Jüdisches Leben thematisiert Reich in seinem kurzen Nachtstück „Veilchen“. Veilchen, Tochter eines wohlhabenden jüdischen Kaufmanns setzt gegen den Widerstand des Vaters die Verlobung mit einem von ihr gewählten Lehrer durch. Nachdem der Vater schließlich in die Heirat einwilligt, ändern sich Veilchens Gefühle, sie verzweifelt an ihrem Entschluss und nimmt sich in der Nacht vor der Hochzeit das Leben. Diese irritierende psychologische Studie mit ihrem rätselhaften Schluss zeigt besonders anschaulich Reichs Erzählkraft und seinen besonderen Stil, der ihn von seinen Zeitgenossen unterscheidet.

## Werke
- Reich, Moritz: An der Grenze. Aus dem Nachlasse von Moritz Reich. Hrsg.: Meißner, Alfred. Carl Bellmann’s Verlag, Prag 1858.
- Reich, Moriz: Ausgewählte Werke. In: Rudolf Fürst, Gesellschaft zur Förderung deutscher Wissenschaft, Kunst und Literatur, Böhmen (Hrsg.): Bibliothek deutscher Schriftsteller aus Böhmen. 1. Band. Prag, Wien, Leipzig 1894.
- Mammon im Gebirge. In: Deutscher Novellenschatz. Hrsg. von Paul Heyse und Hermann Kurz. Bd. 9. 2. Aufl. Berlin, [1910], S. 1–45. In: Weitin, Thomas (Hrsg.): Volldigitalisiertes Korpus. Der Deutsche Novellenschatz. Darmstadt/Konstanz, 2016. (Digitalisat und Volltext im Deutschen Textarchiv)